# Swaffham Bulbeck
Swaffham Bulbeck è un villaggio e parrocchia civile dell'Inghilterra, appartenente alla contea del Cambridgeshire.